# Jordanka Blagoeva
Jordanka Blagoeva (bulgariska: Йорданка Благоева), född den 19 januari 1947 i Bulgarien, är en bulgarisk tidigare friidrottare inom höjdhopp.
Hon tog OS-silver i höjdhopp vid friidrottstävlingarna 1972 i München. 